# Araceli Herrero Figueroa
María Araceli Herrero Figueroa (Lugo, 22 de junio de 1948 – Lugo, 10 de junio de 2020) fue una filóloga y escritora española.

## Vida
Licenciada y doctora en Filosofía y Letras y licenciada en Filología Galaico-Portuguesa, ejerció la docencia en el antiguo Colegio Universitario de Lugo y fue profesora en la Escuela de Formación del Profesorado del Campus de Lugo de la Universidad de Santiago de Compostela, así como profesora titular en la Facultad de Formación del Profesorado de esta universidad. Fue directora del Departamento de Didáctica de la Lengua y la Literatura de la misma universidad.
Escribió varias monografías y capítulos en libros sobre literatura, didáctica y ensayos diversos sobre poetas gallegos como Luís Pimentel, Álvaro Cunqueiro o Ricardo Carvalho Calero. También estudió a la escritora Emilia Pardo Bazán.
Falleció en 2020 a causa del coronavirus COVID-19.

## Obra

### Ensayo
- O teatro en Fingoi, Cadernos da Escola Dramática Galega.
- Sobre Luís Pimentel, Álvaro Cunqueiro e Carballo Calero: apontamentos de Filoloxía, Crítica e Didáctica da Literatura (1994), Do Castro.
- Estudos sobre Emilia Pardo Bazán e recompilación de dispersos (2004), Diputación de Lugo.
- Unha cidade e un poeta (Lugo e Luís Pimentel) (2007), Diputación de Lugo.

### Como editora
- Luis Pimentel. Obra inédita o no recopilada (1981), Celta.
- Armando Cotarelo Valledor. Teatro histórico e mariñeiro (Hóstia, Beiramar e Mourenza) (1984), Do Castro.
- Luís Pimentel. Obra Completa (edición e introducción) (2009), Galaxia.

### Obras colectivas
- Os escritores lucenses arredor de Ánxel Fole (1986), Concejo de Lugo.
- O teatro de Xesús Rodríguez López. Estudo e textos (1988), Edicións do Castro. Con Aurora Marco.
- Congresso Álvaro Cunqueiro: Actas, 1993, Diputación de Lugo. Coordinadora de la edición, con Xabier Cordal, Bernardo Penabade y Ramom Reimunde.